# Karłowacenie wyspowe

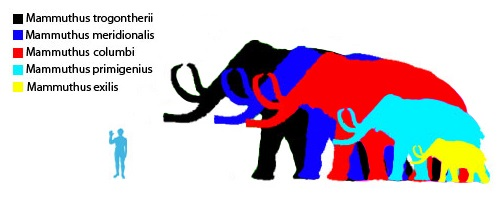
Sylwetki różnych gatunków mamutów, na żółto namalowany mamut karłowaty, do niedawna uważany za najmniejszego przedstawiciela tego rodzaju

Karłowacenie wyspowe – trend ewolucyjny, rodzaj karłowacenia, którego skutkiem jest występowanie na wyspach gatunków o rozmiarach mniejszych niż u gatunków kontynentalnych, z których wyewoluowały.
Zjawisko to dotyczyło głównie ssaków, np. trąbowców czy hipopotamów, ale występowało też u zauropodów, czego przykładem jest europazaur nieznacznie przekraczający 6 m długości ciała. Wiele gatunków karłowatych zwierząt wymarło. Dotyczy to np. karłowatych trąbowców takich jak mamut karłowaty czy Mammuthus creticus. Do XXI w. dotrwał m.in. karłowaty gatunek wyspiarskiego leniwca Bradypus pygmaeus.
Wśród hipotez tłumaczących karłowatość wyspiarską dominuje pogląd, że jest to wynik dostosowania się do pojemności środowiska – w warunkach niedoboru pokarmu dobór naturalny preferuje osobniki mniejsze, które oprócz tego, że potrzebują mniej pokarmu do nasycenia, mogą łatwiej poszukiwać pokarmu w trudno dostępnych wyspiarskich siedliskach. Czynnikiem to wzmacniającym jest konkurencja wewnątrzgatunkowa. Z drugiej zaś strony, ważnym czynnikiem doboru w kierunku zwiększania rozmiarów ciała jest presja dużych drapieżników, których na wyspach często brak, więc ten czynnik nie oddziałuje. Analogiczne czynniki (choć inne w szczegółach) mogą powodować zjawisko odwrotne, tj. gigantyzm zwierząt wyspiarskich, który objawia się większym wzrostem niż u gatunków macierzystych. W ten sposób gatunki z grup na stałym lądzie znacznie różniących się rozmiarami (jak parzystokopytne czy trąbowce z jednej strony, a gryzonie czy jaszczurki z drugiej) na wyspach mogą pod tym względem zbliżać się do siebie. Najmniejszy dotychczas odkryty kopalny trąbowiec z rodzaju Palaeoloxodon był wielkości kozy.